# Economía de Guinea
La economía de Guinea depende principalmente de lo que es la agricultura y otras actividades rurales. La agricultura, que emplea cerca del 80 por ciento de la mano de obra disponible en el país, tiene como principales productos a la castaña de cajú y el algodón. Guinea es, sin embargo, un país rico en reservas de minerales, entre las que destacan las de bauxita, que representan un tercio del total mundial. Otros minerales que destacan son: el hierro, del que se estima que existen 1,8 billones de toneladas métricas; grandes depósitos de oro y diamantes; y una cantidad indeterminada de uranio.
La emisión de sellos postales, principalmente destinado al coleccionismo filatélico, es también una importante fuente de ingreso para su economía.

## Historia económica
El país mostró una gran dificultad en mantener un crecimiento económico adecuado tras su proceso de independencia como colonia francesa. Destaca por el ejemplo que el producto nacional bruto disminuyó un 16% en los años noventa.

## Comercio exterior
En 2018, el país fue el 125o exportador más grande del mundo (US $ 4500 millones en bienes, menos del 0.1% del total mundial). En términos de las importaciones, en 2019, fue el 137o mayor importador del mundo: US $ 4100 millones.

## Sector primario

### Agricultura
Produce el 80% de sus bienes.
Guinea produjo, en 2019:
- 2,6 millones de toneladas de arroz;
- 2,1 millones de toneladas de mandioca;
- 957 000 toneladas de maní;
- 871 000 toneladas de maíz;
- 847 000 toneladas de aceite de palma;
- 720 000 toneladas de plátano;
- 530 000 toneladas de fonio;
- 311 000 toneladas de caña de azúcar;
- 281 000 toneladas de batata;
- 223 000 toneladas de mijo;
- 195 000 toneladas de ñame;
- 172 000 toneladas de mango (incluido mangostán y guayaba);
- 162 000 toneladas de patata;
- 139 000 toneladas de piña;
- 43 000 toneladas de algodón;
- 42 000 toneladas de café;
- 21 000 toneladas de anacardo;
- 17 000 toneladas de cacao;
- 2300 toneladas de tabaco;

Además de otras producciones de otros productos agrícolas. Productos como el algodón, café, anacardos, cacao y tabaco son productos de alto valor para la exportación.

### Ganadería
En ganado, Guinea produjo, en 2019, 225 millones de litros de leche de vaca, 39 millones de litros de  leche de cabra, 15 millones de litros de leche de oveja, 99 000 toneladas de carne de res, 16 000 toneladas de carne de chivo, 11 000 toneladas de carne de pollo, 8900 toneladas de carne de cordero, entre otros.

## Sector secundario

### Industria
El Banco Mundial enumera los principales países productores cada año, según el valor total de la producción. Según la lista de 2019, Guinea ocupaba el puesto 135 de la industria más valiosa del mundo (1.200 millones de dólares).
En 2018, el país fue el séptimo productor mundial de aceite de maní (110 000 toneladas).

### Minería
En 2019, el país fue el tercer productor mundial de bauxita.